# Jorge Sanjinés
Jorge Sanjinés Aramayo (La Paz, 31 de juliol de 1936)és un director i guionista de cinema bolivià; director del Grup Ukamau. Guanyador als Premis ALBA en la categoria de les Lletres i de les Arts en la seva segona edició.

## Biografia
Va estudiar filosofia en la Universitat Major de San Andrés. En 1957 decideix inscriure's en un curs de cinema dictat a Concepción (Xile) i al final d'aquest realitza un curtmetratge. El curtmetratge, de 2 minuts de durada, va ser musicalitzat per Violeta Parra, que llavors residia en aquesta ciutat.
Entre 1958 i 1959, estudia en l'Institut Cinematogràfic de la Pontifícia Universitat Catòlica de Xile on realitza tres curtmetratges: Cobre, El Maguito i La guitarrita.
Retorna a Bolívia el 1961, on a l'any següent conforma el Consell Nacional de Cultura per al Cinema i, entre 1965 i 1966, dirigeix l'Institut Cinematogràfic Bolivià.
Entre 1962 i 1965 realitza diversos curtmetratges: Sueños y realidades (1962), Una jornada difícil (1963) i Revolución (1963), curtmetratge de 10 minuts que va rebre el Premi Joris Ivens 1964 a Leipzig. Filma també els mediometrajes Un día paulino, i ¡Aysa! (Derrumbe) (1964), la sèrie de curts Bolivia avanza, El mariscal Zepita i Inundación (1965).
En aquest període, al costat d'Óscar Soria s'estableixen les bases del grup cinematogràfic que més tard es coneixeria com a Grup Ukamau, nom que prenen del primer llargmetratge del grup realitzat el 1966, que constitueix la primera pel·lícula parlada en aimara.
Després s'unirien al grup Ricardo Rada i Antonio Eguino. El Grup Ukamau va fundar la primera Escola Fílmica Boliviana el 1961, de la qual, a més de catedràtics, Óscar Soria seria director i Jorge Sanjinés sub director.
El Grup Ukamau va organitzar també el Cinema Club Bolivià, primera institució de Cinema-Debat a Bolívia que va dur a terme el Primer Festival Fílmic Bolivià a la Universitat Major de San Andrés, en el qual es van exhibir diverses de les realitzacions cinematogràfiques bolivianes produïdes des de 1948.
En 1977 Sanjinés realitza ¡Fuera de aquí! el primer llargmetratge en què participés la Universitat dels Andes (ULA) de Mèrida en coproducció amb el grup Ukamau i la Universitat Central de l'Equador. El film va ser rodat a l'Equador, amb intervenció de personal del Departament de Cinema de la ULA i editat a Mèrida.
El seu llargmetratge La nación clandestina va rebre el 1989 la Conquilla d'Or al Festival de Sant Sebastià.

## Curtmetratges
- Sueños y realidades (1962)
- Revolución (1963)

## Llargmetratges
- Ukamau (1966)
- Yawar Mallku (1969)
- El coraje del pueblo (1971)
- Jatun auka (el enemigo principal) (1973)
- ¡Fuera de aquí! (Llocsi caimanta) (1977)
- Las banderas del amanecer (1983)
- La nación clandestina (1989)
- Para recibir el canto de los pájaros (1995)
- Los hijos del último jardín (2004)
- Insurgentes (2012)[7][8]

## Premis i distincions
Festival Internacional de Cinema de Canes
| Año  | Categoría                | Película | Resultado |
| ---- | ------------------------ | -------- | --------- |
| 1967 | Premi especial del Jurat | Ukamau   | Guanyador |